# Arborillus llimonae
Arborillus llimonae är en svampart som beskrevs av Munt.-Cvetk. & Gómez-Bolea 1998. Arborillus llimonae ingår i släktet Arborillus, divisionen sporsäcksvampar och riket svampar.   Inga underarter finns listade i Catalogue of Life.